# Sylvain Meyer
Pour les articles homonymes, voir Meyer.
Pas d'image ? Cliquez ici

a Compétitions nationales et continentales officielles uniquement.

b Matchs officiels uniquement.
Sylvain Meyer, né le 1er juin 1934 à Strasbourg et mort le 6 mai 2015 à Toulon, est un joueur français de rugby à XV, qui joue avec l'équipe de France en 1960, évoluant au poste de troisième ligne (1,95 m pour 90 kg) et jouant au CA Périgueux.

## Carrière
Il dispute son premier test match le 9 janvier 1960, contre l'équipe d'Écosse et son dernier  contre l'équipe d'Argentine, le 16 août 1960.
Il participe également à la tournée en Argentine 1960 et Nouvelle-Zélande 1961

## Palmarès
- Sélections en équipe nationale : 5
- Sélections par année : 5 en 1960
- Tournoi des Cinq Nations disputé : 1960
- Vainqueur du Tournoi des Cinq Nations avec la France en 1960.